# Bungarimba papuana
Bungarimba papuana är en måreväxtart som beskrevs av Khoon Meng Wong. Bungarimba papuana ingår i släktet Bungarimba och familjen måreväxter.
Artens utbredningsområde är Papua Nya Guinea. Inga underarter finns listade i Catalogue of Life.